# Surcote (retraite en France)
Pour les articles homonymes, voir Surcote (homonymie).
Les surcotes sur la retraite à taux plein s'appliquent depuis 2003 au taux de remplacement du salaire assuré par une pension, l'augmentant si le retraité a cotisé plus longtemps que le nombre minimum de trimestre requis, afin de l'inciter à reporter ce départ non seulement au delà de l'âge légal de la retraite mais aussi au delà du moment à partir duquel il a droit à une retraite à taux plein.

## Histoire
C'est l'une des dispositions clef de la Loi Fillon (retraites) de 2003. Il s'inspire de dispositifs similaires pratiqué dans d'autres pays. Il complète le mécanisme de décote pour années manquantes, développé pour diminuer le coût des retraites et inciter les salariés à compléter leur retraite publique par des revenus issus des systèmes de retraite par capitalisation, censés par ailleurs contribuer au financement des entreprises sur le marché boursier.
A la même époque, les gouvernements ont tenté de limiter les effets pervers des décotes, en commençant par faire converger celles du secteur public et du secteur privé pour chaque année de cotisation manquante.

### Généralité sur les retraites
- Espérance de vie en France et Espérance de vie en bonne santé
- Retraite par répartition vs Retraite par capitalisation et Systèmes de retraite en Europe
- Maison de retraite et Chômage

### Principaux paramètres des retraites en France
- Âge légal de départ à la retraite
- Décote (retraite en France)
- Surcote (retraite en France)
- Durée de cotisation pour une retraite à taux plein
- Age de droit au départ en retraite à taux plein

### Dispositifs des retraites en France
- Dispositif pour carrière longue
- Fonds de réserve pour les retraites
- Conseil d'orientation des retraites (COR)
- Assurance volontaire vieillesse

### Réformes des retraites en France
- Ordonnances d'octobre 1945 créant la Sécurité sociale
- Réforme Balladur de 1993
- Réforme Fillon de 2003
- Réforme Woerth-Fillon de 2010
- Réforme Touraine de 2013
- Projet de réforme Delevoye de 2019-2020
- Réforme Dussopt-Borne de 2023

#### Mouvements sociaux de défense des retraites
- Mouvement de 1967
- Mouvement de 1995
- Mouvement de 2003
- Mouvement de 2010
- Mouvement de 2019-2020
- Mouvement de 2023.